# 別所町石野
別所町石野（べっしょちょういしの）は、兵庫県三木市の大字。郵便番号は673-0452。

## 地理
三木市西部・別所地区内西部に位置する。東側は別所町花尻・西側と南側は別所町下石野・北側は別所町和田と接する。

## 歴史
古墳時代には古墳が多く作られた。かつての中石野・上石野が併せられ石野になる。

### 地名の由来
この地の原野から古墳由来の葺石を多く採集できたことから名付られた。

### 沿革
- 1954年6月1日 - 三木市が新設され、美嚢郡別所村大字石野から三木市別所町石野になる。

### 字域の変遷
| 実施前               | 実施年       | 実施後           |
| -------------------- | ------------ | ---------------- |
| 美嚢郡別所村大字石野 | 1954年6月1日 | 三木市別所町石野 |

## 交通

### 鉄道
地内には鉄道は走っていないが、2008年4月1日まで三木鉄道三木線石野駅があった。

### バス
- 神姫バス
- みっきぃバス

### 道路
- 兵庫県道20号加古川三田線

## 施設
- 日和産業三木農場
- 御酒神社 - 1572年に創建された。[1]
- 石野公民館
- 覚法寺

## 小・中学校の学区
| 大字       | 番地 | 小学校             | 中学校             |
| ---------- | ---- | ------------------ | ------------------ |
| 別所町石野 | 全域 | 三木市立別所小学校 | 三木市立別所中学校 |